# おふろやさん日和
『おふろやさん日和』はV☆パラダイスで放送された連続ドラマである。東京都内の銭湯とその周辺の街を若手女優が巡る。

## 概略
東京都浴場組合公認の「銭湯ライター」で目利きの銭湯OLやすこが、コーディネート。6名の女優たちが、それぞれ異なる役柄で銭湯の特徴やこだわり、歴史を紹介しながら、街探訪とグルメも味わうドラマを展開する。
2K版、4K版の2種類を製作している。4K版はひかりTVで先行配信。
2018年に制作を開始し、2019年2月3日より第1シーズンを放送。
2020年1月5日より第2シーズンを放送開始。

## 放送内容
おふろやさん日和
第1話 宮造りの銭湯～曙湯～ 五反野
第2話 門前町のくつろぎ銭湯～桜館～ 池上
第3話 光が彩る銭湯～栄湯～ 落合南長崎
第4話 魔法の体温銭湯～御谷湯～ 本所吾妻橋
第5話 健康達人の銭湯～新生湯～ 旗の台
第6話 話に花が咲く銭湯～金星湯～ 王子
第7話 ボタニカルの銭湯～岡田湯～ 西新井
第8話 マジック銭湯～昭和浴場～ 中野
第9話 天然 湯どんぶり 栄湯 三ノ輪
第10話 ラムネ風呂の銭湯～白山湯～ 豊洲
第11話 天空の八角湯気抜き銭湯～大黒湯～ 茗荷谷
第12話 お湯の富士の誕生銭湯～第二寿湯～ 瑞江
おふろやさん日和2
第1話 人と文化が交差する銭湯～改良湯～ 渋谷
第2話 優雅なる銭湯～タカラ湯～ 北千住
第3話 手作りほっこり銭湯～なみのゆ～ 高円寺
第4話 癒しの楽園銭湯～ひだまりの泉 萩の湯～ 鶯谷
第5話 狸の見守る銭湯～浅間湯～ 江古田
第6話 下町のエンタメ銭湯～黒湯天然温泉nu-land～ 雑色
第7話 露店岩風呂の銭湯～のぼり湯～ 武蔵境
第8話 麦飯石の銭湯～ゆートピア21～ 亀有
第9話 銭湯って寺子屋である～湯処じんのび～ 大師前
第10話 和モダンな銭湯～イーストランド～ 篠崎
第11話 天然地下水の銭湯～殿上湯～ 駒込
第12話 薪で沸かす銭湯～黄金湯～ 錦糸町

## 登場人物（シーズン1）
川井園子
演 - 天木じゅん
21歳。文学部国文学科の大学生。銭湯好きの彼氏・遼平にふられたばかり。
秋津真紀
演 - RaMu
20歳。CGクリエイターを目指す専門学校生。
落合みなみ
演 - 片岡沙耶
22歳。なかなか内定が決まらない就職活動中の大学生。
連城真智子
演 - 桐山瑠衣
26歳。仕事に対して自信をなくしている幼稚園の先生。
松浦柴乃　
演 - 園都
25歳。就職4年目にしてようやくスタイリストになった美容師。趣味は釣り堀。
石田雪美　
演 - 星名美津紀
23歳。デパートのエレベーターガール 。
木村瞳　
演 - 天木じゅん（2役）
23歳。社会人1年目。西新井出身。
中野桃子　
演 - Ramu（2役）
21歳、職業は助監督。
前田瑠奈　　
演 - 片岡沙耶（2役）
24歳。御朱印集めをしている看護師。
豊田すみれ　
演 - 桐山瑠衣（2役）
27歳。方向音痴のフリーライター。
笠都志子　　
演 - 園都（2役）
徳島から上京し、結婚して5年目の主婦。
佐藤月子　　
演 - 星名美津紀（2役）
22歳、富士塚にやってきた大学生。

## 登場人物（シーズン2）
島村みお
演 - 日比美思
20歳。銭湯が好きな大学生。
瀬波あかり
演 - 岸明日香
26歳。非常勤の中学校美術教師。
熊谷希
演 - 忍野さら
同人漫画を執筆する派遣社員。
永野瑞稀
演 - 藤木由貴
28歳。料理人になろうか転職を悩む会社員。
古田浅子
演 - 紺野栞
25歳。同棲2年目の会社員。家を飛び出し銭湯に出会う。
高城そら
演 - 和地つかさ
25歳。雑色生まれの結婚したての主婦。
境信子
演 - 日比美思（2役）
20歳。生真面目な文学女子。
高橋志穂
演 - 岸明日香（2役）
24歳。アパレルショップ店員。
倉田里美
演 - 忍野さら（2役）
22歳。ミスの多い入社2年目の会社員。
辻原美里
演 - 藤木由貴（2役）
22歳。篠崎に本社のある、ウェブデザイン会社社員。
湯山このみ
演 - 紺野栞（2役）
パン屋を目指す女子大生。
錦野風子
演 - 和地つかさ（2役）
26歳。仕事辞めたばかりで錦糸町をうろうろ散策する。

## スタッフ
- 監督:田尻裕司
- 脚本:いまおかしんじ、佐藤稔、中野太、櫻井千穂、田尻裕司（シーズン1）
  - 中野太、いまおかしんじ、櫻井千穂、樋山貴亮、萩尾悠、鈴木理恵、山本甲斐（シーズン2）
- 主題歌:オープニング『さよならＤａｙ Dream』 歌：七海陽真凜　作詞／作曲／編曲：中山英司
- エンディング『風にのって』 歌：七海陽真凜　作詞：七海陽真凜　作曲／編曲：谷口秀太
- 製作:ヒューマックスコミュニケーションズ
- 制作:冒険王